# Diócesis de Campos
La diócesis de Campos (en latín: Dioecesis Camposina y en portugués: Diocese de Campos) es una circunscripción eclesiástica latina de la Iglesia católica en Brasil, sufragánea de la arquidiócesis de Niterói. La diócesis tiene al obispo Roberto Francisco Ferrería Paz como su ordinario desde el 8 de junio de 2011. 

## Territorio y organización
La diócesis tiene 12 520 km² y extiende su jurisdicción sobre los fieles católicos de rito latino residentes en 17 municipios del estado de Río de Janeiro: Campos dos Goytacazes, Aperibé, Bom Jesus do Itabapoana, Cambuci, Cardoso Moreira, Italva, Itaperuna, Laje do Muriaé, Miracema, Natividade, Porciúncula, Santo Antônio de Pádua, São Fidélis, São Francisco de Itabapoana, São João da Barra, São José de Ubá y Varre-Sai.
La sede de la diócesis se encuentra en la ciudad de Campos dos Goytacazes, en donde se halla la Catedral de San Salvador.
En 2019 en la diócesis existían 56 parroquias.

## Historia
La diócesis fue erigida el 4 de diciembre de 1922 con la bula Ad supremae Apostolicae Sedis del papa Pío XI, obteniendo el territorio de la diócesis de Niterói (hoy arquidiócesis). Originalmente era sufragánea de la arquidiócesis de San Sebastián de Río de Janeiro.
El 26 de marzo de 1960 cedió una parte de su territorio para la erección de la diócesis de Nova Friburgo mediante la bula Quandoquidem verbis del papa Juan XXIII, y al mismo tiempo pasó a formar parte de la provincia eclesiástica de la arquidiócesis de Niterói.
Mediante el decreto Animarum bonum de la Congregación para los Obispos del 18 de enero de 2002 se erigió la administración apostólica personal San Juan María Vianney, prelatura personal reservada a los fieles de la diócesis de Campos para quienes se celebra la Eucaristía y demás sacramentos según el rito romano y la disciplina litúrgica revisada por Pío V y ordenado, con las adaptaciones hechas por sus sucesores hasta Juan XXIII.

## Estadísticas
De acuerdo al Anuario Pontificio 2020 la diócesis tenía a fines de 2019 un total de 1 004 000 fieles bautizados.
| Año                                                                             | Población            | Población | Población      | Sacerdotes | Sacerdotes    | Sacerdotes    | Bautizados por sacerdote | Diáconos permanentes | Religiosos | Religiosos | Parroquias |
| Año                                                                             | Bautizados católicos | Total     | % de católicos | Total      | Clero secular | Clero regular | Bautizados por sacerdote | Diáconos permanentes | Varones    | Mujeres    | Parroquias |
| ------------------------------------------------------------------------------- | -------------------- | --------- | -------------- | ---------- | ------------- | ------------- | ------------------------ | -------------------- | ---------- | ---------- | ---------- |
| 1950                                                                            | 850 000              | 950 000   | 89.5           | 38         | 20            | 18            | 22 368                   |                      | 24         | 45         | 34         |
| 1958                                                                            | 612 000              | 680 000   | 90.0           | 48         | 24            | 24            | 12 750                   |                      | 28         | 67         | 38         |
| 1966                                                                            | 512 000              | 541 000   | 94.6           | 47         | 21            | 26            | 10 893                   |                      | 28         | 60         | 28         |
| 1970                                                                            | 692 250              | 819 649   | 84.5           | 50         | 30            | 20            | 13 845                   |                      | 22         | 59         | 29         |
| 1976                                                                            | 547 860              | 617 387   | 88.7           | 48         | 32            | 16            | 11 413                   |                      | 18         | 67         | 30         |
| 1980                                                                            | 568 000              | 675 000   | 84.1           | 53         | 36            | 17            | 10 716                   |                      | 19         | 73         | 31         |
| 1990                                                                            | 648 000              | 766 000   | 84.6           | 60         | 38            | 22            | 10 800                   |                      | 24         | 75         | 27         |
| 1999                                                                            | 826 000              | 885 000   | 93.3           | 48         | 30            | 18            | 17 208                   | 1                    | 19         | 67         | 36         |
| 2000                                                                            | 836 000              | 896 000   | 93.3           | 47         | 30            | 17            | 17 787                   | 1                    | 18         | 65         | 36         |
| 2001                                                                            | 846 000              | 907 000   | 93.3           | 55         | 38            | 17            | 15 381                   | 1                    | 18         | 65         | 37         |
| 2002                                                                            | 854 000              | 916 000   | 93.2           | 56         | 39            | 17            | 15 250                   | 1                    | 18         | 66         | 38         |
| 2003                                                                            | 854 000              | 986 000   | 86.6           | 60         | 43            | 17            | 14 233                   | 1                    | 18         | 67         | 39         |
| 2004                                                                            | 854 000              | 986 000   | 86.6           | 65         | 48            | 17            | 13 138                   | 1                    | 19         | 67         | 40         |
| 2006                                                                            | 875 000              | 1 011 000 | 86.5           | 70         | 54            | 16            | 12 500                   | 1                    | 17         | 80         | 40         |
| 2013                                                                            | 957 000              | 1 106 000 | 86.5           | 89         | 73            | 16            | 10 752                   | 3                    | 22         | 67         | 53         |
| 2016                                                                            | 981 000              | 1 135 000 | 86.4           | 95         | 78            | 17            | 10 326                   | 23                   | 18         | 66         | 54         |
| 2019                                                                            | 1 004 000            | 1 161 600 | 86.4           | 102        | 85            | 17            | 9843                     | 30                   | 18         | 66         | 56         |
| Fuente: Catholic-Hierarchy, que a su vez toma los datos del Anuario Pontificio. |                      |           |                |            |               |               |                          |                      |            |            |            |

## Episcopologio
- Sede vacante (1922-1925)

- Henrique César Fernandes Mourão, S.D.B. † (1 de mayo de 1925-16 de diciembre de 1935 nombrado obispo de Cafelândia)
- Octaviano Pereira de Albuquerque † (16 de diciembre de 1935-3 de enero de 1949 falleció)
- Antônio de Castro Mayer † (3 de enero de 1949 por sucesión-29 de agosto de 1981 retirado)
- Carlos Alberto Etchandy Gimeno Navarro † (29 de agosto de 1981-9 de mayo de 1990 nombrado arzobispo de Niterói)
- João Corso, S.D.B. † (12 de octubre de 1990-22 de noviembre de 1995 renunció)
- Roberto Gomes Guimarães (22 de noviembre de 1995-8 de junio de 2011 retirado)
- Roberto Francisco Ferrería Paz, desde el 8 de junio de 2011